# 极性
在化學中，極性（polarity），是指一個共價鍵或一個共價分子中電荷分佈的不均勻性。如果電荷分佈得不均勻，則稱該鍵或分子為極性；如果均勻，則稱為非極性。
物質的一些物理性質（如溶解性、熔沸點等）與分子的極性相關。

## 共價鍵的極性

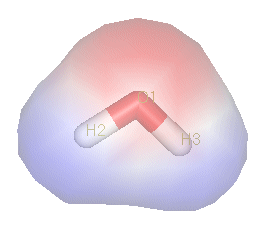
水是極性化合物。由於氧原子強烈的電負性，電子對明顯偏向氧一側，因此氧周圍聚集負電荷（紅色部分），氫原子周圍聚集正電荷（藍色部分）。

共價鍵的極性是因為成鍵的兩個原子電負性不相同而產生的。電負性高的原子，如氟、氧及氮，比電負性低的原子更能吸引電子，即把電子「拉」向它那一方，而電子接近電負性高的原子的時間也較多，使得電荷不均勻分佈。這樣形成了一組偶極，這樣的鍵就是極性共價鍵。電負性高的原子是負偶極，記作δ-；電負性低的原子是正偶極，記作δ+。兩原子間的極性強度以鍵偶極矩表示。
鍵可以墮入兩個極端——極性和非極性。當構成共價鍵的不同離子的電負性完全相同，便會產生完全非極性的鍵。相反，當兩者的電負性相差值大得足以令其中一種離子完全取走了另一方的一粒電子，就會產生極性鍵——或更貼切而言，是離子鍵。「極性」和「非極性」二詞多用於形容共價鍵上。
鍵的極性程度可以用兩個原子電負性之差來衡量。差值在0.4到1.7之間的是典型的極性共價鍵，差值在0.0到0.4之間的是非極性共價鍵，兩個原子完全相同（當然電負性也完全相同）時，差值為0，這時原子間成非極性鍵。

## 分子的極性

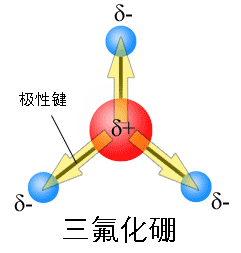
三角形的三氟化硼分子。儘管3根鍵都是極性鍵，但分子是非極性分子。因為分子對稱，正負電荷中心重合了。

一個共價分子是極性的，是説這個分子內電荷分佈不均勻，或者説，正負電荷中心沒有重合。分子的極性取決於分子內各個鍵的極性以及它們的排列方式。在大多數情況下，極性分子中含有極性鍵，非極性分子中含有非極性鍵。
然而，非極性分子也可以全部由極性鍵構成。只要分子高度對稱，各個極性鍵的正、負電荷中心就都集中在了分子的幾何中心上，這樣便消去了分子的極性。這樣的分子一般是直線形、三角形（又因三个原子处于同一平面而称作平面型）或正四面體形。

### 分子形状
参见价层电子对互斥理论。
分子的形状是在组成分子的各原子以及其中某原子的未成键电子的相互排斥作用下形成的。相較於化学键与键之间的排斥力，未成键电子对化学键的排斥力更大。如二氧化碳（CO2），其中的碳原子和氧原子均达到了八电子稳定结构且所有电子均成键，所以没有额外电子，又因双键的原因碳原子和氧原子都在一条直线上，所以二氧化碳是直线型分子。而氨气（NH3），因为氮原子有一对电子未成键，所以对三对氮氢化学键有较大排斥力，因此氨气分子是三角锥形，而不是平面型或正四面体型。

### 分子極性的推測
|        | 通式    | 描述             | 舉例   |
| ------ | ------- | ---------------- | ------ |
| 極性   | AB      | 線形不對稱分子   | CO     |
| 極性   | HAx     | 只含1個氫的分子  | HCl    |
| 極性   | Ax(OH)y | 分子一端有羥基   | C2H5OH |
| 極性   | OxAy    | 分子一端有氧原子 | H2O    |
| 極性   | NxAy    | 分子一端有氮原子 | NH3    |
| 非極性 | Ax      | 絕大多數單質     | O2     |
| 非極性 | CxAy    | 多數含碳化合物   | CO2    |

## 分子極性對性質的影響

### 溶解性
分子的極性對物質溶解性有很大影響。極性分子易溶於極性溶劑，非極性分子易溶於非極性溶劑，也即「同類互溶」。 蔗糖、氨等極性分子和氯化鈉等離子化合物易溶於水。具有長碳鏈的非極性有機物，如油脂、石油的成分多不溶於水，而溶於非極性的有機溶劑。

### 熔沸點
在分子量相同的情況下，極性分子比非極性分子有更高的沸點。這是因為極性分子之間的取向力比非極性分子之間的色散力大。

## 外部連結
- Chemical Bonding （页面存档备份，存于）
- Polarity of Bonds and Molecules
- Molecule Polarity （页面存档备份，存于）